# Alpinia lekarska
Alpinia lekarska (Alpinia officinarum Hance), nazywana także gałgantem chińskim, galangalem mniejszym lub gałgantem wielkim – gatunek roślin z rodziny imbirowatych. Pochodzi z południowych Chin, Indochin i Tajwanu. Obecnie uprawiana również na wschodnich wybrzeżach Indii, w Japonii i Antylach.

## Morfologia
KłączeGrube, guzowate, płożące się. Pędy do 2 m wysokości.
LiścieDługie, wąskolancetowate, osadzone pochwiasto.
KwiatyZebrane w wiechy, drobne, korona zielonkawa, rurkowata u podstawy, wyżej dzwonkowata, trójłatkowa, kielich biały, trzyząbkowy, słupek jeden, pręcik płodny jeden, dwa przekształcone w prątniczki, dwa przekształcone w dużą, czerwonoplamą warżkę i jeden zupełnie zredukowany. Kwiaty mają przyjemny zapach.
OwoceCzerwona, mięsista jagoda wielkości grochu, zawierająca trzy czarne nasiona o nieprzyjemnym zapachu i gorzkim smaku.